# オクナ・セルラタ

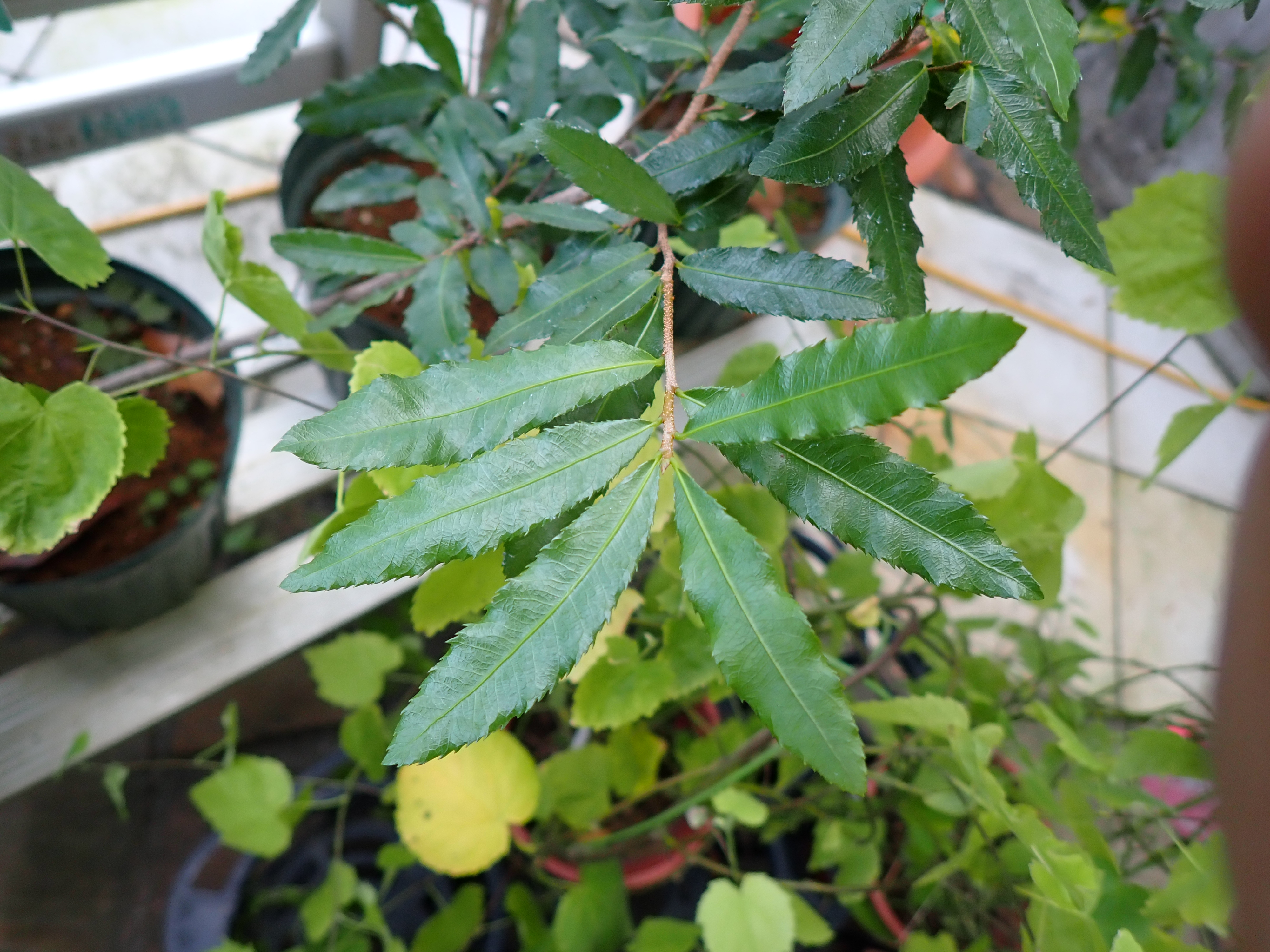
葉縁の細鋸歯（2024年11月 兵庫県立フラワーセンター）

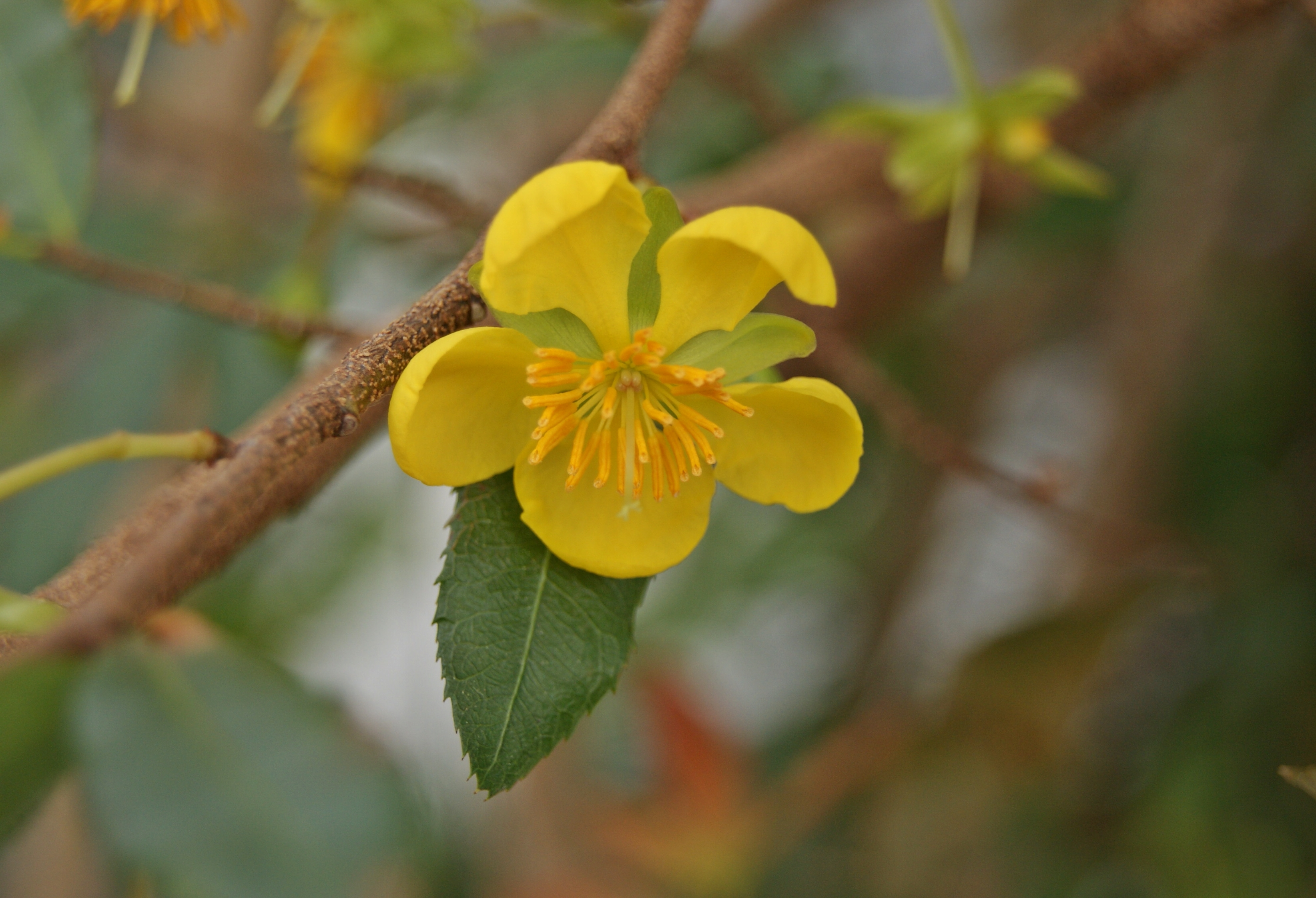
（Wikimedia commonsより）

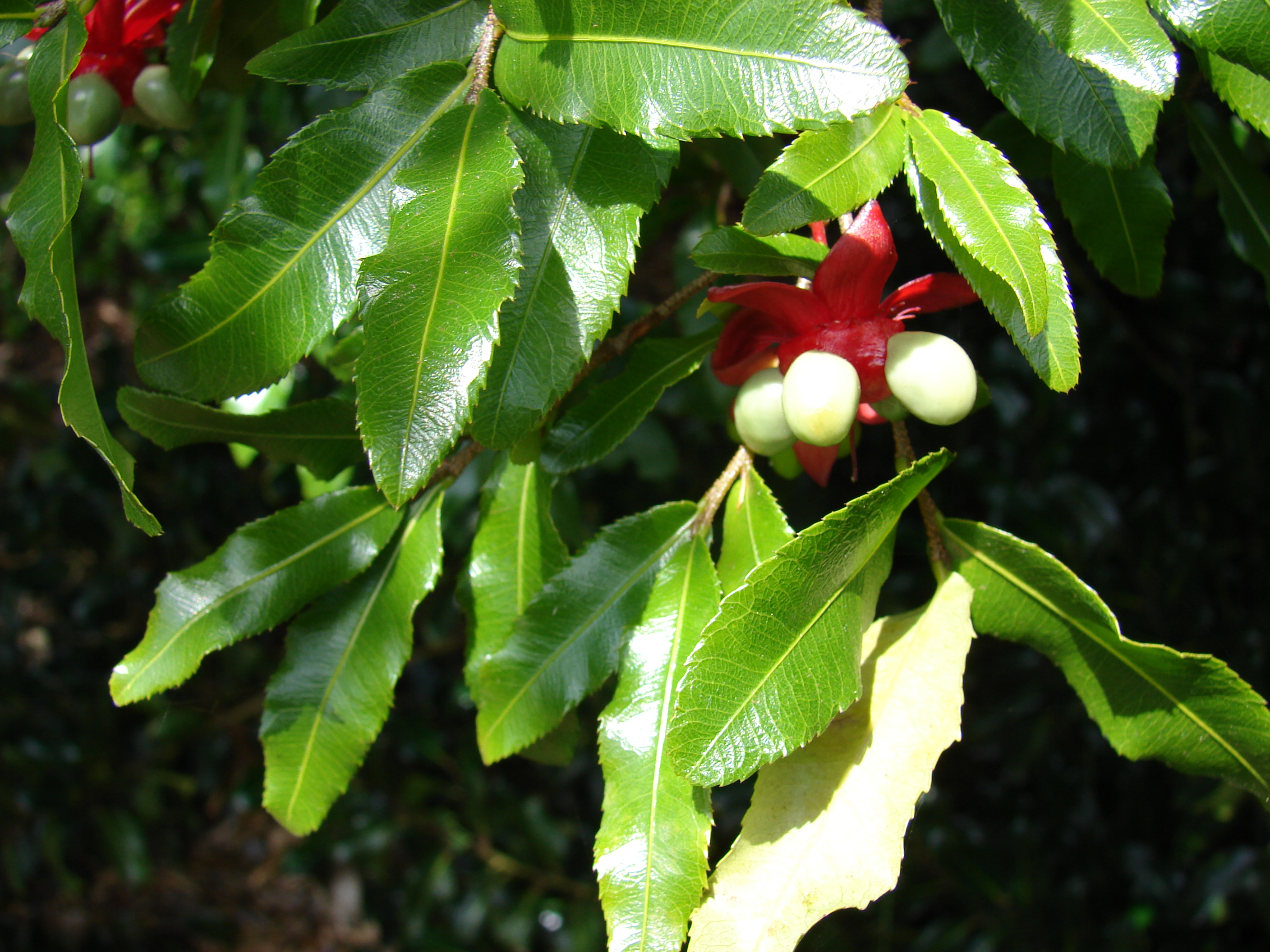
（Wikimedia commonsより）

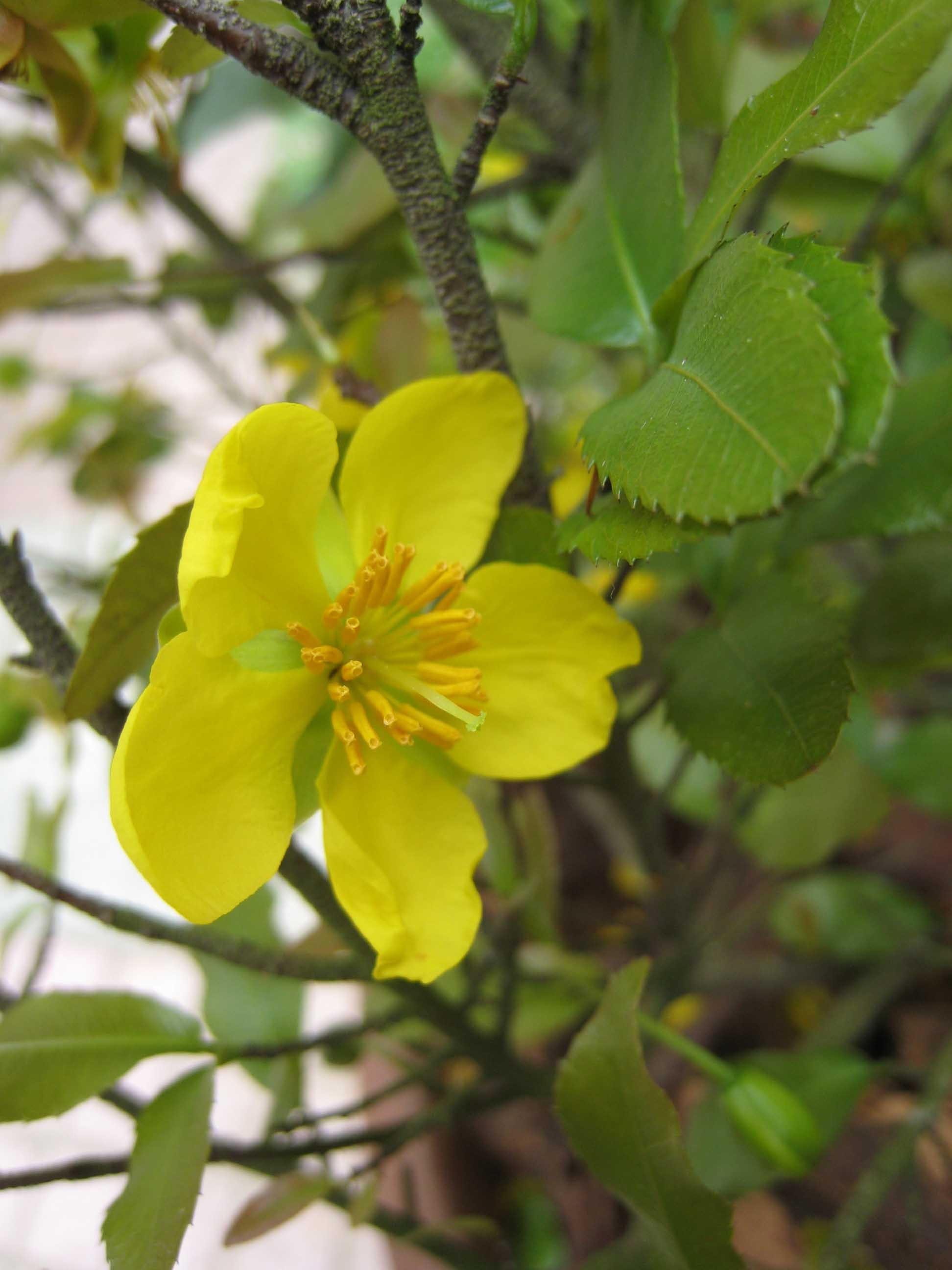
（Wikimedia commonsより）

オクナ・セルラタ（学名：Ochna serrulata）はオクナ科オクナ属の低木。開花後に残る赤い萼と花托、黒い果実の様子から、同属のオクナ・キルキーとともにミッキーマウスプラントなどと称されるが、オクナ・キルキーよりは本種が多く流通する。種小名のserrulataは細鋸歯を意味する。

## 特徴
樹高は普通1–2 mほどだが、稀に6 mに達する。葉はオクナ・キルキーより細く、長さはやや短く3–6 cmほどの長楕円形で革質、互生する。ごく小さい鋸歯が葉縁に密生する点でオクナ・キルキーと異なる。花期は春から夏（4–9月）。花は黄色で径2 cmほどと小さい。花弁は5枚で開花後すぐ落ち、残った5枚の黄緑色の萼と、緑色だった花托は光沢のある赤色に変わる。果実は豆粒大の核果（石果）で、花托の上に5–6個つく。成熟に伴い果実の色は緑から光沢のある黒に変わり、この色は5ヶ月くらい保つ。

## 原産地と分布
アフリカ南部（南アフリカ共和国、レソト、スワジランド）原産。
温暖な地域では、鳥が果実を食べることにより生態系へ逸出拡散しやすいとされ、本来の分布域ではないオーストラリア東部（ニューサウスウェールズ州など）では侵略的外来種として注意が払われている。同様に帰化が確認されたニュージーランドでは、望ましくない植物としてNational Pest Plant Accord Listに掲載され、販売、繁殖及び譲渡が禁じられている。

## 利用
赤い花托の上に黒く熟した果実をつける様子を観賞するために、植物園の温室などで栽培される。越冬に必要な温度は10℃以上または7℃以上とされるため、温室内に地植えするとよい。沖縄などでは屋外でも地植え可能で、庭園、公園、生垣に用いられる。生育はゆっくり。室内観葉植物としても利用される。半日陰でも生育するが開花は少なく、日当たりの良い場所に植栽すると実つきが良くなる。繁殖は未熟枝の挿し木や実生による。温室内ではカイガラムシの発生に注意を要する。「ミッキーマウスの木」などの流通名で苗が市販されている。